# 奧格爾敦 (特拉華州)
奧格爾敦（英語：Ogletown）是位於美國特拉華州紐卡斯爾縣的一個非建制地區。該地的面積和人口皆未知。

## 地理
奧格爾敦的座標為39°40′41″N 75°41′51″W / 39.67806°N 75.69750°W，而該地的平均海拔高度為24米（即79英尺）。